# Nacker Bach
Der Nacker Bach ist ein rund 6 Kilometer langes Fließgewässer in der bergischen Großstadt Solingen, der früher auch Heidberger, Küllenberger oder Schirpenbroicher bzw. sein Unterlauf Haasenmühler Bach genannt wurde. Der Bach entspringt in der Solinger Nordstadt und verläuft ab dem Gebiet Weyersberg in weiten Teilen durch ein Landschaftsschutzgebiet. Er mündet westlich der Wipperaue, in der Nähe der Haasenmühle, in die Wupper.

## Namensgebung
Der Bach ist nach der Hofschaft Nacken benannt, durch die er fließt. Das Wort Nacken ist nach Dittmaier ein Formwort für Bodenerhebungen. Dieser Ortsname kommt unter anderem auch in Vossnacken bei Velbert-Langenberg und Scharpenacken bei Wuppertal-Ronsdorf vor. Damit deutet der Name also auf einen Bach der Bodenerhebung oder einen Bach aus dem Hügel/Berg hin.

## Geographie

### Verlauf
Der Nacker Bach entspringt in den Vorspeler Anlagen in der Solinger Nordstadt. Er entwässert die westlichen Teile des Höhenzugs zwischen Gräfrath und Solingen-Mitte, der Solinger Höhenrücken bildet dort eine Wasserscheide gegen die östlich zur Wupper abfallenden Gebiete. Über mehrere Zuflüsse nimmt er zudem Wasser des Mangenberger und Katternberger Riedels sowie aus Teilen der Löhdorfer Hochfläche auf. Der Bach verläuft zunächst teils unterirdisch in östliche Richtung durch das Gebiet Weyersberg. In einer Talsenke am II. Heidberg tritt er an die Oberfläche, wo die Bahnstrecke Solingen–Remscheid von Grünewald kommend in einer langen Linkskurve weiter in Richtung Ohligs verläuft. 
Der Nacker Bach hat mehrere kleinere Zuflüsse, wie zum Beispiel den Pilghauser Bach. Der Nacker Bach verläuft dann in südwestlicher Richtung durch das nach ihm benannte, vielfach bewaldete Nacker Bachtal. An den Talhängen des Bachtals sowie am Ufer des Baches befinden sich in aufgelockerter Bebauung einige Wohnplätze, von denen die meisten für das bergische Land typische Hofschaften sind, flussabwärts sind dies Kotten, Geilenberg, Nacken, Schaafenmühle, Montanushof, Nacker Küllenberg, Delle, Untenkatternberg, Nöhrenhaus, Brücke, Brachen, Kohlsberg, Schirpenbruch und schließlich Haasenmühle. Dort mündet der Bach in die Wupper.
Das Nacker Bachtal ist ab dem II. Heidberg seit 2006 als Teil des Landschaftsschutzgebietes Zentrale Höhenrücken und Bachtäler im Solinger Landschaftsplan erfasst.

### Zuflüsse
Aufgeführt sind alle Zuflüsse des Nacker Bachs in der Reihenfolge von der Quelle bis zur Mündung, die in der amtlichen Gewässerkarte der Stadt Solingen oder im FlussGebietsGeoinformationsSystem des Wupperverbandes mit eigenem Namen eingezeichnet sind. Die Längenangaben erfolgen nach den Angaben des Wupperverbandes, die Größe der Einzugsgebiet nach dem  Topographisches Informationsmanagement, Bezirksregierung Köln, Abteilung GEObasis NRW und der mittlere Abfluss nach dem  Fachinformationssystem ELWAS des Ministeriums für Umwelt, Naturschutz und Verkehr NRW
- Kottener Bach (rechts), 0,1 km
- Geilenberger Siefen (rechts), 0,1 km
- Geilenberger Bach (rechts), 0,2 km
- Schaafenmühler Bach (links), 0,2 km

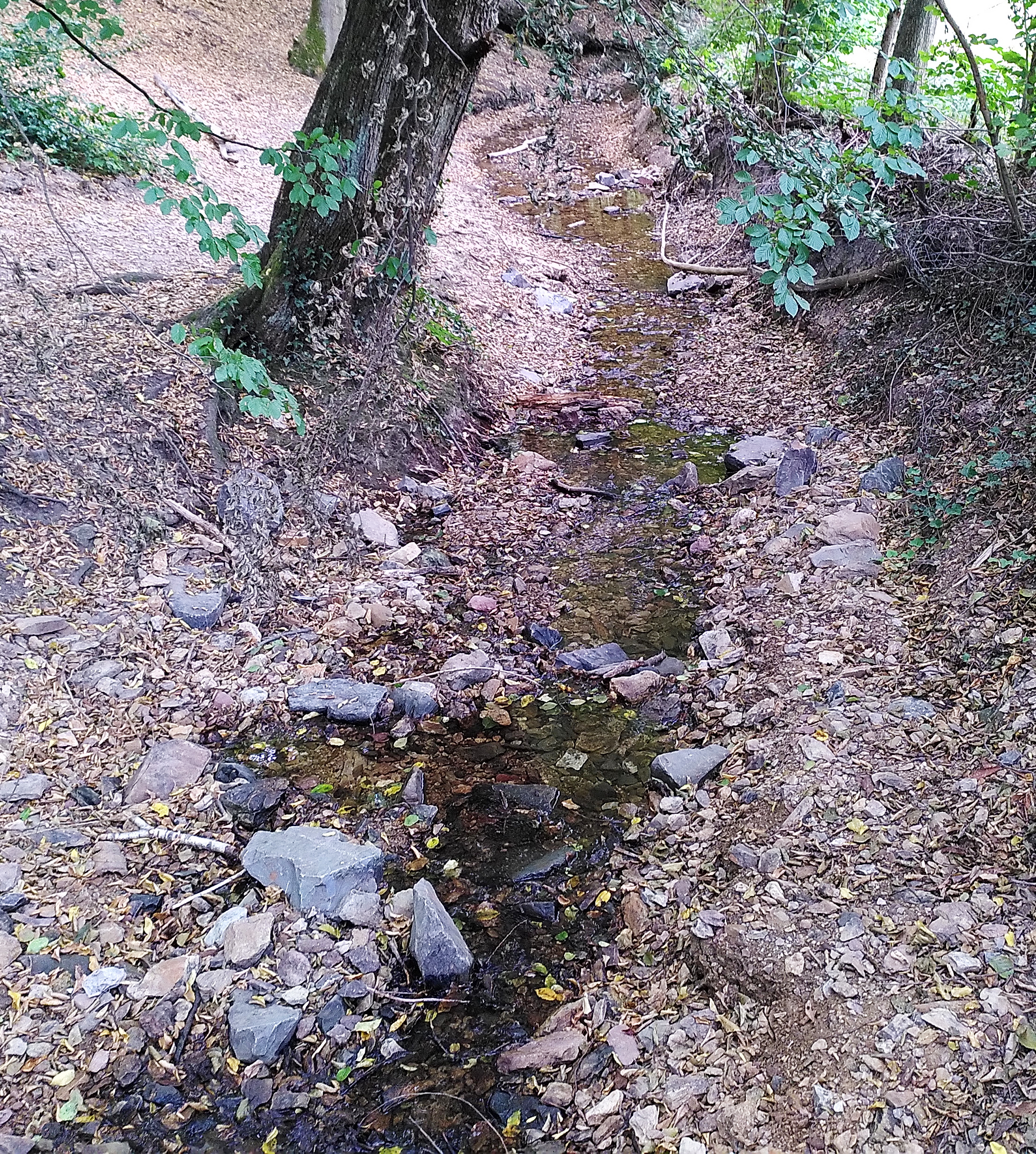
Der Pilghauser Bach

- Nesterkottener Bach (links), 0,4 km
- Obenkatternberger Bach (links), 0,2 km
- Mittelkatternberger Bach (links), 0,5 km
- Deller Siefen (rechts), 0,1 km
- Pilghauser Bach (links), 4,2 km, 2,76 km², 42,5 l/s
- Steinendorfer Bach (rechts)
- Höhscheider Bach (links) 2,3 km, 1,11 km², 17,7 l/s
- Holzhofer Bach (rechts), 0,3 km
- Haasenmühler Siefen (rechts), 0,1 km

## Nutzung der Wasserkraft
Seit der frühen Neuzeit wurde die Wasserkraft des Nacker Bachs für den Antrieb von Wassertriebwerken genutzt, da die Nutzung der Wasserkraft in der Region des Bergischen Landes ertragreicher war als der Ackerbau. In mehreren Schleifkotten entlang des Nacker Bachs wurden in frühen Zeiten vor allem Blankwaffen sowie Schwerter oder Degen hergestellt, bevor die Produktion in späteren Zeiten auf konventionelle Schneidwaren wie Messer oder Besteck umgestellt wurde. Ab dem 17. Jahrhundert kamen vereinzelt auch Fruchtmühlen oder Hammerwerke hinzu, die jedoch gegenüber den Schleifkotten in der Minderheit blieben.
Erst nach der Einführung der Dampfkraft in der zweiten Hälfte des 19. Jahrhunderts wurde die Fertigung von Schneidwaren in Solingen ortsunabhängig möglich. Viele Schleifer zogen in sogenannte Dampfschleifereien auf die Höhenrücken um, in denen sie unabhängig von den natürlichen Einflüssen wie Hochwasser oder Trockenheit ihre Produkte herstellen konnten. Manche der nicht mehr benötigten Schleifkotten wurden in Wohnhäuser umgewandelt, die meisten jedoch wurden abgerissen, da sie abseits städtischer Bebauung lagen oder zu klein für eine anderweitige Nutzung waren.
Im Einzelnen befanden sich folgende Bauwerke entlang des Nacker Bachs:

### Schleifkotten

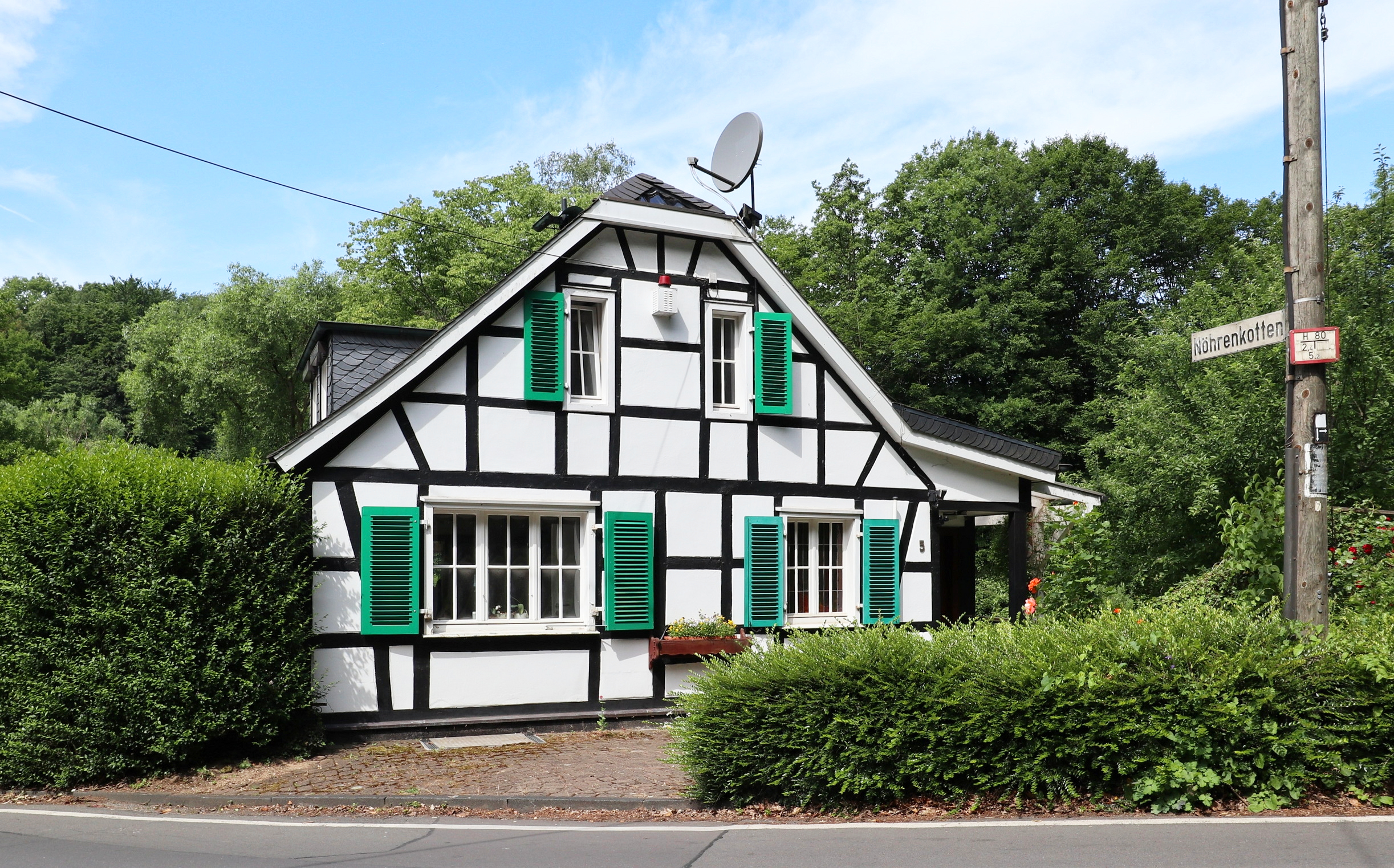
Nöhrenkotten

- Ernenkotten
- Nackerkotten
- Schaafenmühlerkotten
- Nester Kotten
- Dellerkotten
- Nöhrenkotten

### Hämmer
- Kotter Hammer

### Mühlen
- Cronenmühle
- Haasenmühle, auch eine Gaststätte

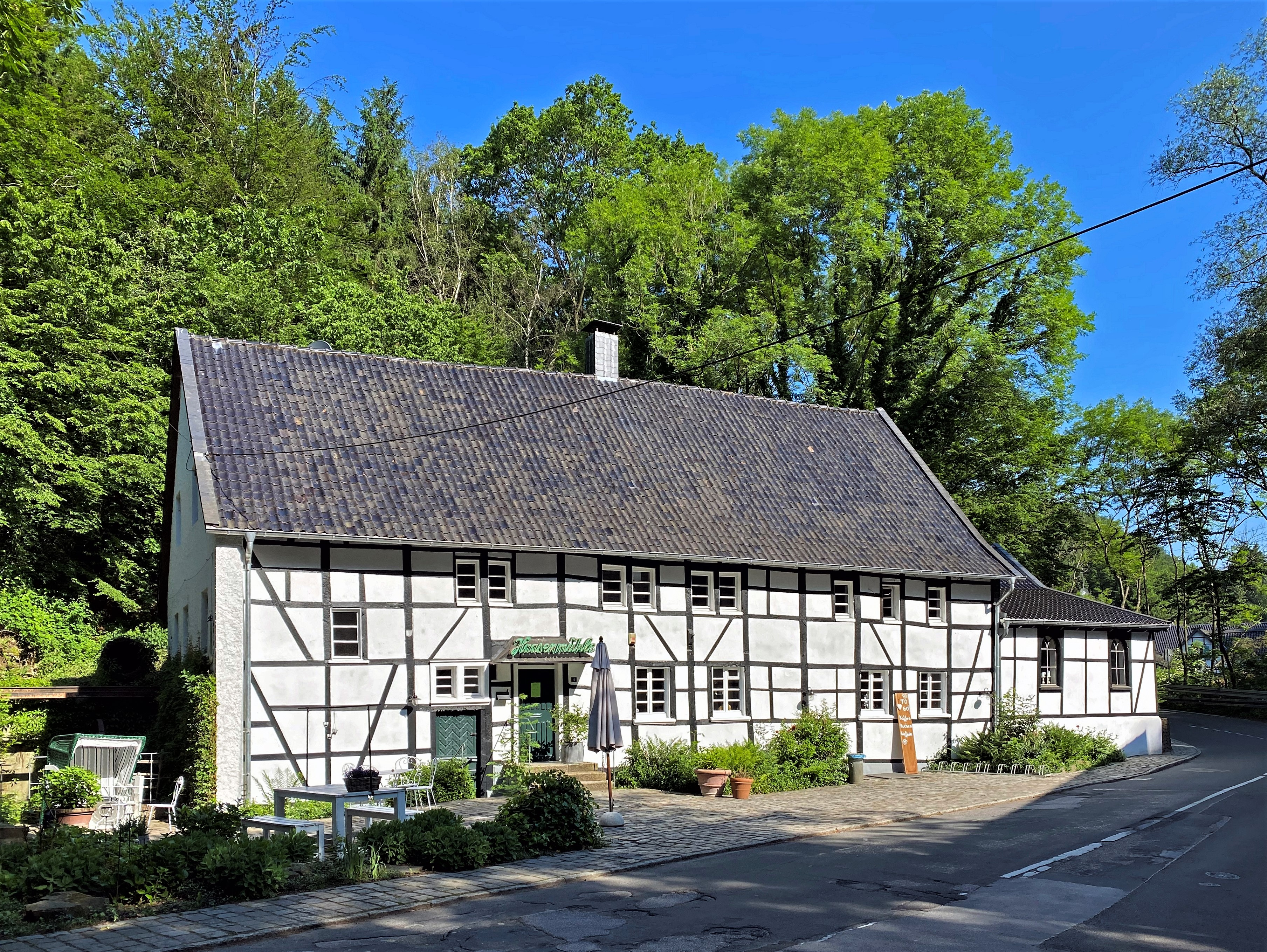
Haasenmühle

- Kottermühle, auch Hammer und Schleifkotten
- Evertzkotten, Knochenmühle auch Schleifkotten, 1919 abgerissen
- Oelmühle und Schleifkotten[14]
- Schirpenbrucher Mühle, Fruchtmühle und Schleifkotten

## Hochwasser
Die Regenfälle Ende Mai 2018 führten zu einem Hochwasser und starken Überschwemmungen im Bereich der Hofschaft Haasenmühle kurz vor der Mündung in die Wupper.
Bei dem verheerenden Hochwasserereignis Mitte Juli 2021 wurden infolge von anhaltendem Starkregen einige Bereiche des Nacker Bachtals überschwemmt. Da der Abfluss in die Wupper nur begrenzt möglich war und am Unterlauf des Baches kaum Retentionsflächen zur Verfügung stehen, staute sich das Wasser des Nacker Bachs in die Orte Haasenmühle und Oelmühle zurück. Dadurch entstanden besonders in der Hofschaft Haasenmühle erneut große Schäden am historischen Baubestand, darunter das historische Fachwerkhaus Haasenmühle 8. Der Nacker Bach trat allerdings auch an anderen Stellen über die Ufer und zerstörte mehrere Fußgängerbrücken, so zum Beispiel im Bereich Nester Kotten oder an der Delle.

## Freizeit und Erholung

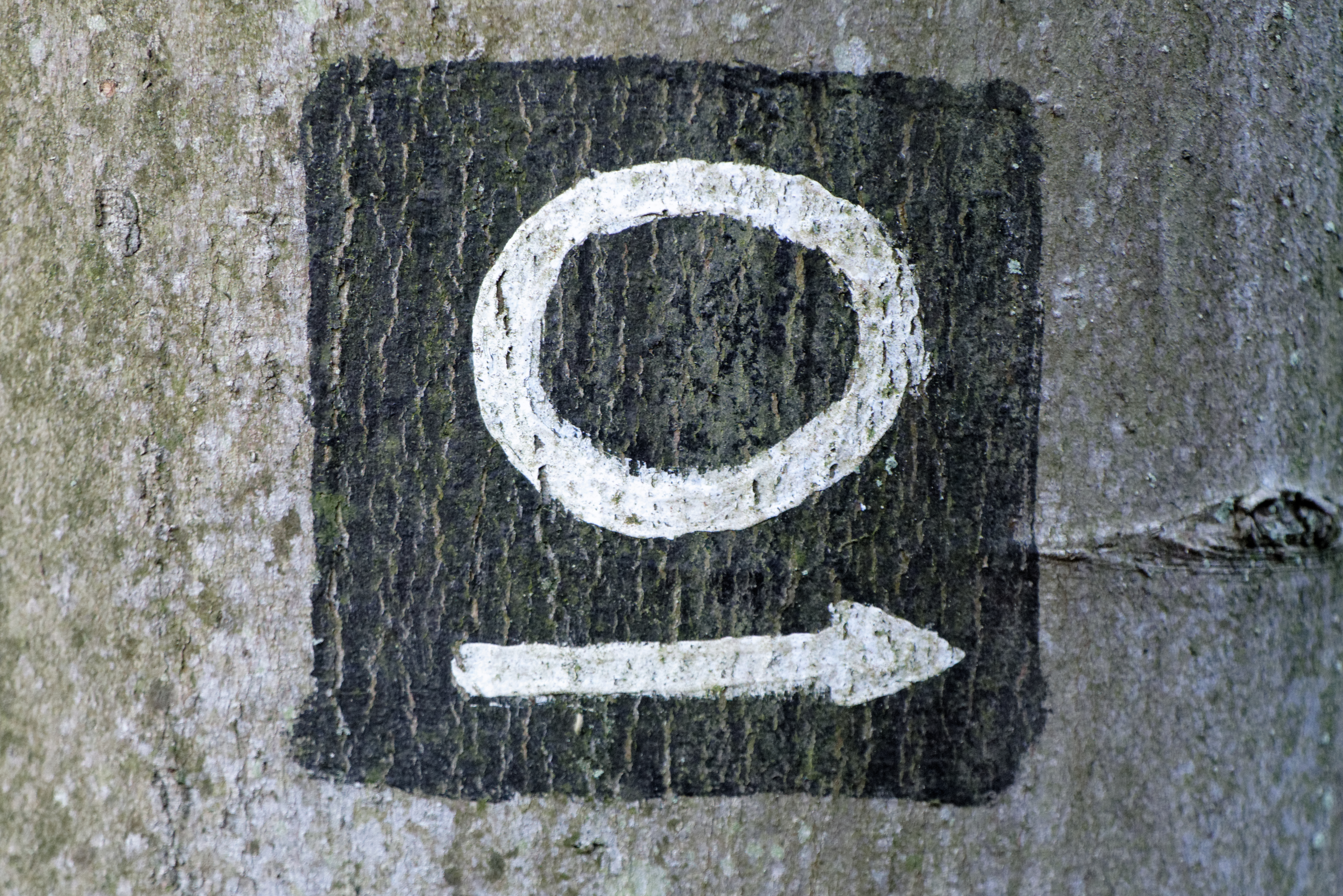
Rundwanderweg durch das Pilghauser und Nacker Bachtal

Es gibt zahlreiche Rundgänge im Gebiet, wie zum Beispiel den Rundwanderweg durch das Pilghauser und Nacker Bachtal (Solingen) mit dem Wegzeichen des SGV eines weißen Kreises auf schwarzem Grund.